# Meissel–Mertens konstant
Meissel–Mertens konstant, uppkallad efter Ernst Meissel och Franz Mertens,  är en matematisk konstant inom talteori som definieras
{\displaystyle M=\lim _{n\rightarrow \infty }\left(\sum _{p\leq n}{\frac {1}{p}}-\ln(\ln(n))\right)=\gamma +\sum _{p}\left[\ln \!\left(1-{\frac {1}{p}}\right)+{\frac {1}{p}}\right]}

där γ är Eulers konstant. Dess approximativa värde är 
{\displaystyle M=0,26149{\text{ }}72128{\text{ }}47642{\text{ }}78375{\text{ }}54268{\text{ }}38608{\text{ }}69585{\text{ }}90515{\text{ }}66648{\text{ }}26119{\text{ }}...} (talföljd A077761 i OEIS)
Två oändliga serier för den är
{\displaystyle M=\gamma +\sum _{p\in \mathbb {P} }\left[\ln \left(1-{\frac {1}{p}}\right)+{\frac {1}{p}}\right]}
{\displaystyle M=\gamma +\sum _{k=2}^{\infty }{\frac {\mu (k)}{k}}\ln {\bigg (}\zeta (k){\bigg )}.}